# Церква святого Йосипа (Назарет)
Церква святого Йосипа (івр. כנסיית יוסף הקדוש) — римо-католицька церква присвячена Йосипу Обручнику та розташована в місті Назареті на півночі Ізраїлю.
Згідно з християнською традицією на цьому місці була майстерня Йосипа з Назарета (обручника Діви Марії). Ймовірно, верстат примикав до будинку, де виріс Ісус Христос.

## Історія церкви
- З візантійського періоду (IV–VII століття) походять залишки трьох цистерн у гроті і фрагменти мозаїчної підлоги. У ході археологічних досліджень з'ясувалося, що у першому столітті він використовувався для зберігання зерна. Єпископ Аркульф у другій половині сьомого століття відвідав Назарет, і залишив запис, що на додаток до візантійської базиліки Благовіщення була ще одна церква[1].
- До часів хрестоносців Назарет і церкви візантійського періоду у ньому були знищені сарацинами. Друга будівля церкви була побудована вже за часів хрестоносців та яка у 1250 році була зруйнована мамлюками.
- У 1620 роки францисканці з Кустодії Святої Землі стали власниками руїн місцевого собору Благовіщення і гроту Благовіщення. Емір Фахр ад-Дін II дозволив їм відновити церкву у вигляді маленької каплиці та також будівництво житлового будинку для ченців поруч з нею. Невелика каплиця не змогла вмістити зростаюче число паломників. Водночас збільшилася кількість віруючих у парафії Назарету. З цієї причини францисканці, звернулися за дозволом на будівництво церкви.
- У 1730 році шейх Дгагер аль-Омар видав дозвіл і 15 жовтня 1730 р. було завершено будівництво скромної церкви Благовіщення. «Грот Благовіщення» був включений в її інтер'єр. Весь монастирський комплекс був оточений високою стіною і нагадував фортецю.
- У 1754 році францисканці купили прилеглу земельну ділянку, розташовану на північ від францисканського монастиря. У ній був грот, який за традицією був місцем столярного цеху Йосипа Обручника.
- У 1914 році було побудовано сучасну Церкву Святого Йосипа.

## Будівля церкви
Церква була побудована в стилі романського відродження. Будівля покрита загостреним куполом з дерева і червоної черепиці. Це пов'язано з архітектурною формою сусідньої Базиліки Благовіщеня. Між ними стоїть вежа з годинником. Головний вхід в храм розташований на західній стороні. Будівля має три нави, які завершуються трьома апсидами. У 1950 році апсиди прикрашені фресками. У головній апсиді поміщено центральний вівтар, за яким намальована фреска Сім'ї Ісуса Христа часів Його дитинства. Зверху розміщено зображення голуба, що символізує Святого Духа. На центральному вівтарі стоїть розп'яття. По боках вівтаря розташовані символи шістьох ангелів. У лівій апсиді є фреска Святого Сімейства, де Святий Йосип вже в літньому віці. На лівому вівтарі знаходиться статуя Діви Марії у ногах якої діти. У правій апсиді фреска зображає біблійну історію про сон Йосипа Обручника, у якому ангел наказав йому утікати з родиною в Єгипет. На бічних стінках вітражі зображують Святе сімейство та святого Франциска Ассизького.
Всередині церкви знаходиться грот з залишками церкви хрестоносців. До крипти ведуть двоє окремих сходів. У підвальному поверсі є невеликий вівтар з розп'яттям, за яким розміщено дев'ять місць з простого каменю та дерева. Склепіння крипти виконане у вигляді півкупола. На задньому плані — невеликий вітраж із зображенням заручин Йосипа та Марії.

## Галерея

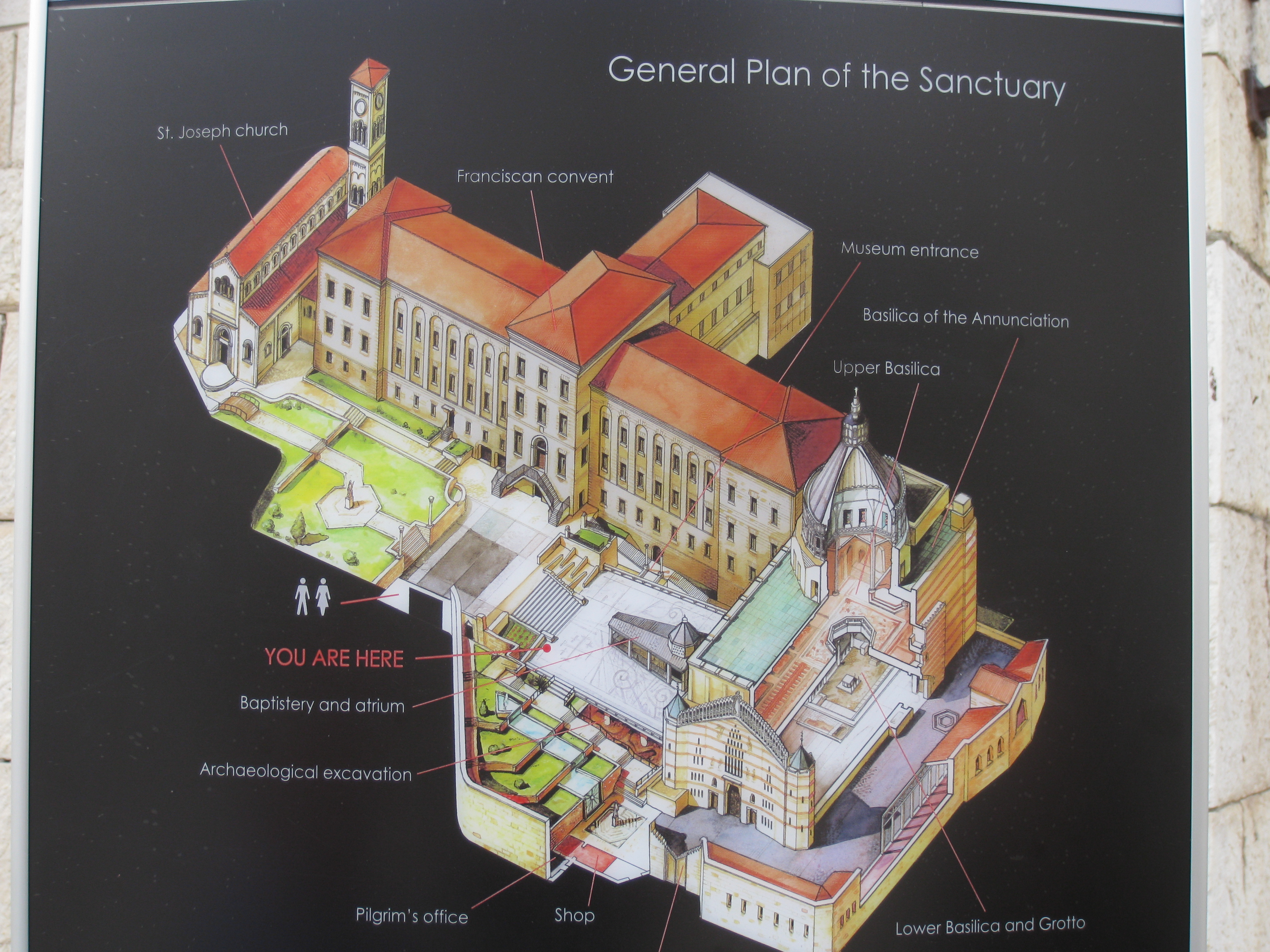
Положення Церкви святого Йосипа та Базиліки Благовіщення у комплексі будівель
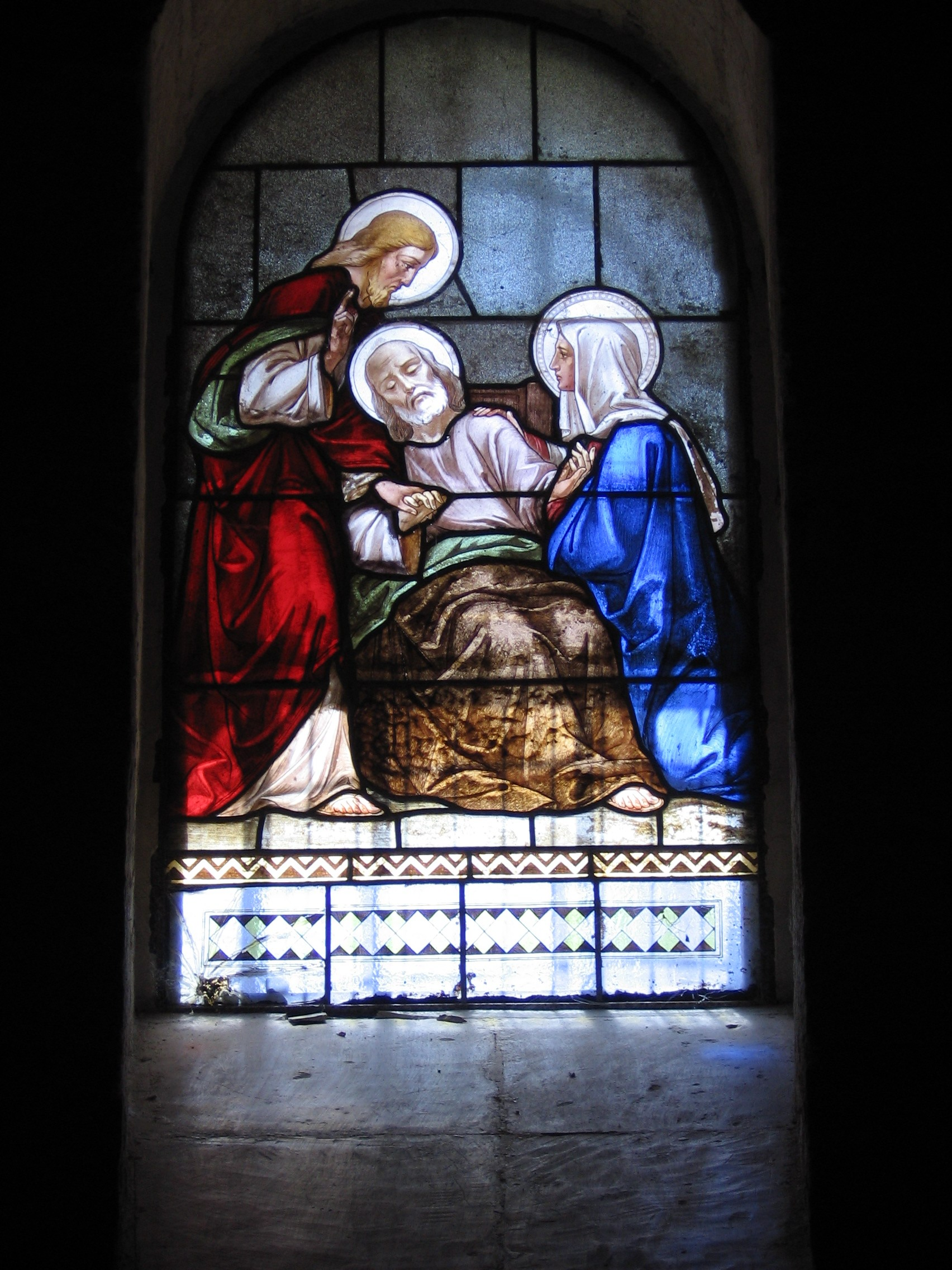
Вітраж церкви
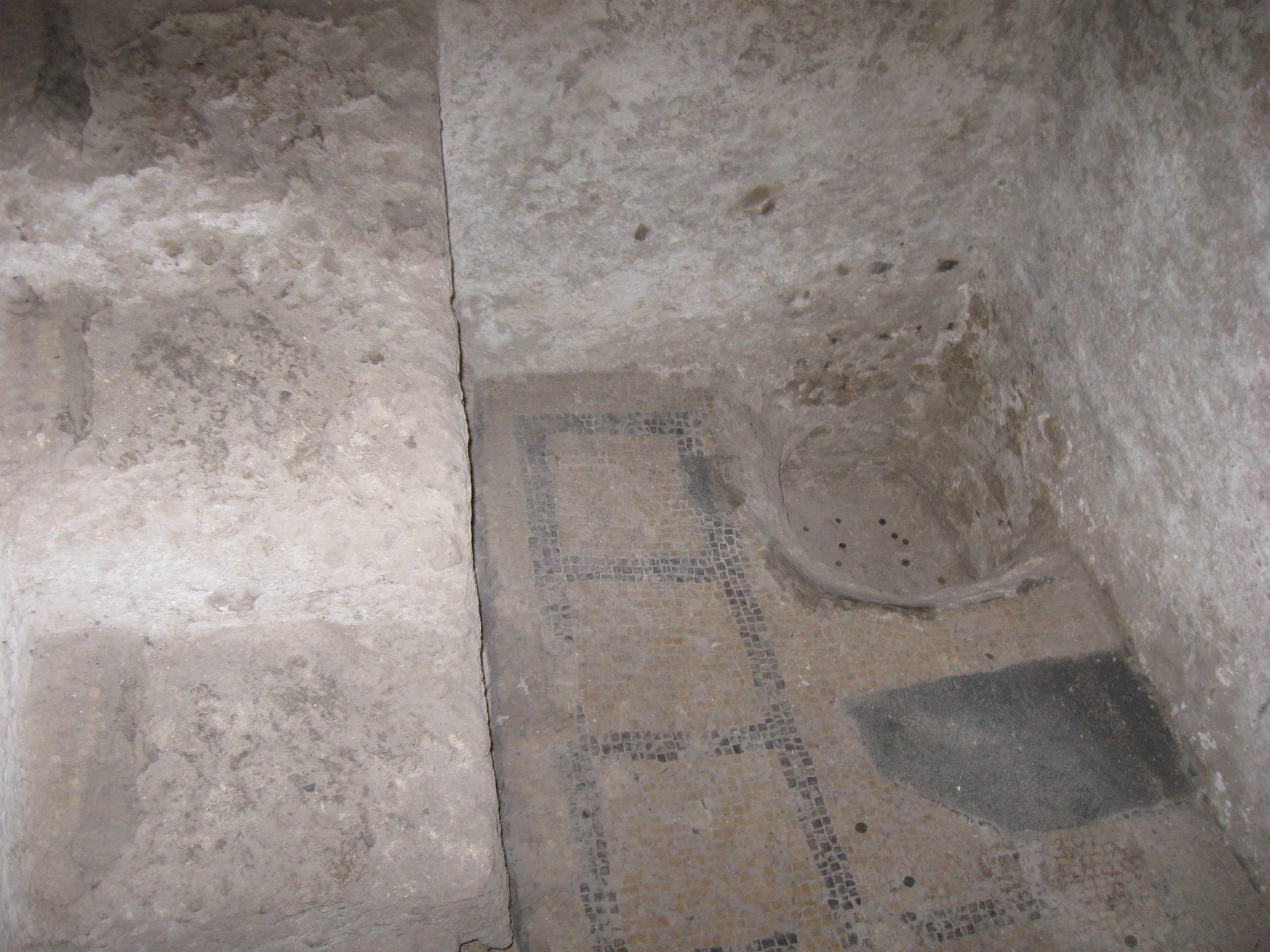
Мозаїчна підлога часів візантійської церкви
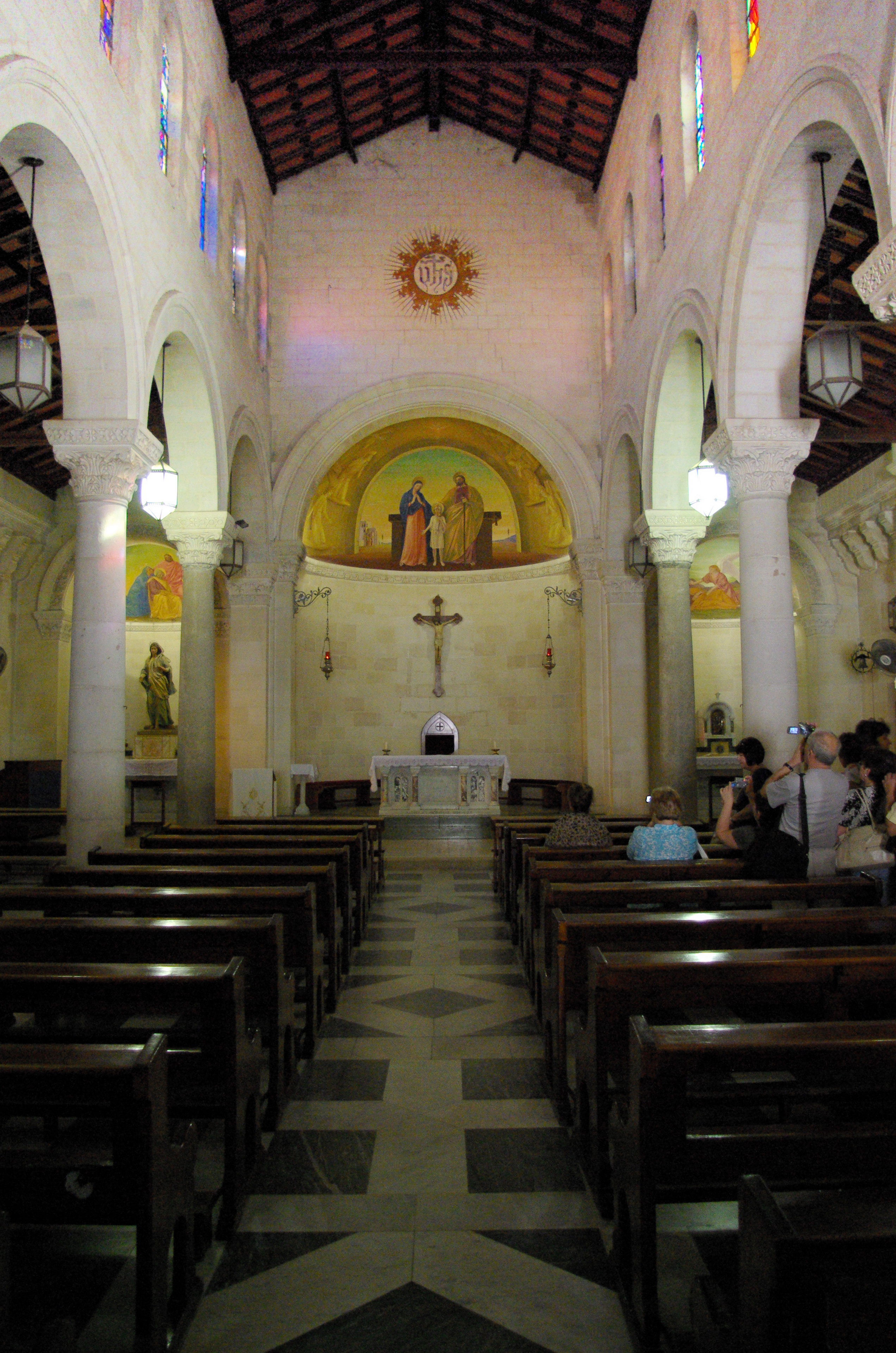
Інтер'єр Церкви